# Anton Kikaš
Anton Kikaš (Bijakovići, 1941.), hrvatski emigrantski politički aktivist, građevinski poduzetnik iz Kanade, hrvatski kulturni djelatnik. Vrlo aktivan u hrvatskoj iseljeničkoj zajednici.[nedostaje izvor] Podrijetlom iz Hercegovine.
Godine 2017. u zagrebačkoj mu je Esplanadi na gala večeri s više od stotinu uzvanika dodijeljeno priznanje za njegov doprinos u stvaranju Hrvatske. Dodijelile su mu ga Udruga hrvatskih branitelja, invalida i udovica Domovinskog rata (Mladen Pavković) te Hrvatsko žrtvoslovno društvo (dr. Zvonimir Šeparović). Od Udruge hrvatskih branitelja Domovinskog rata 91. primio i tradicionalno priznanje za najbolju neobjavljenu ljubavnu pjesmu "Zvonimir Golob".
U Kanadi mu je kanadski guverner i zastupnik britanske kraljice dodijelio odličje za velik doprinos razvoju Kanade. Vijeće etničkog tiska Kanade proglasilo ga je 1992. “Čovjekom godine”. Engleska kraljica Elizabeta II. dodijelila mu je 2012. godine za doprinos Kanadi prestižno odličje The Diamond Jubilee Medal of Queen Elizabeth II./Dijamantnu jubilarnu medalju.
Pjesme piše od osamdesetih godina, kad su u Torontu imali svoje udruženje, gdje se prvi put pojavio sa svojom pjesmom Put u raj. Tako je bilo i sljedeća dva festivala sve do izbivanja rata. Na posljednjem festivalu koji je održan 1990. godine njegovu pjesmu Hrvatska lađa pjevali su u duetu Tomislav Ivčić i Mladen Grdović. Bio je i sudionik posljednjeg glazbenog festivala u Cavtatu u veljači 1991. godine kad je na poziv organizatora Tomislava Ivčića došao s jednom našom Hrvaticom iz Toronta koja je otpjevala njegovu pjesmu. Pjesme su mu izveli na požeškom, splitskom i drugim festivalima, a pjevali su ih Krunoslav Cigoj, Dražen Žanko, Tomislav Ivčić, Mladen Grdović, Vera Svoboda, Rato Kliškić, Trio Rio, Carol Mavrin, Tanja Mršić i drugi glazbenici. Planira objaviti knjigu svojih pjesama i životopis koji će uključiti i misiju pomoći Hrvatskoj.
Kikaš preko 40 godina neprestano pomaže hrvatske projekte i udruge, financira objavu hrvatskih knjiga i njihove prijevode na engleski, brojne filmove, poziva ugledne Hrvate i organizira njihova gostovanja, predavanja, promocije knjiga, koncerte i drugo, kao i gostovanja HNK-a u Kanadi, financijski pomaže pojedince i obitelji koje nemaju za osnovne životne potrebe. 1982. godine doveo je Dinamo, ondašnjeg državnog prvaka na turneju u Kanadi. Pri tome je i škotskom Celticu platio da dođe na turnir.
Spasio je i hrvatski televizijski program u Kanadi. Otkupio je pravo vlasništva hrvatskog televizijskog programa CROATICA TV u Torontu na TV kanalu OMNI 1. Program se nudio nekim da ga spase, ali hvastavi Hrvati nisu ga htjeli spasiti, niti jedna udruga, niti jedan pojedinac. Croatica je hrvatski program na kanadskoj TV kući koji se gleda u Ontariju. Kikaš je shvatio da ne smiju dozvoliti da ga Hrvati izgube i nije bilo druge nego spasiti ga. Pored svih obveza kao poslovni čovjek, upustio se i u to. Pored financijske strane, preuzeo je i uredničku, jer godišnje najmanje 52 dana uređuje taj tjedni program. Pokazao se nadarenim za to. Podigao je program na višu razinu. Prikazuju bogatstvo Hrvatske i zbivanja iz hrvatske zajednice. Vodi intervjue, a poznati gosti bili su mu Mate Bulić, Šima Jovanvac, Zorica Kondža, Oliver Dragojević, Đuka Čaić, kanadski veleposlanik u Hrvatskoj Daniel Maksimjuk, hrvatski veleposlanik u Kanadi Veselko Grubišić i drugi.
Jakov Sedlar snimio je igrano-dokumentarni film o Kikašu Nisam se bojao umrijeti – domoljubna misija Antona Kikaša 1991.
Predsjednik Zoran Milanović odlikovao ga je 2021. Redom kneza Domagoja s ogrlicom za pokazanu osvjedočenu hrabrost i junaštvo u Domovinskom ratu.